# Nógrádmegyer
Nógrádmegyer község Nógrád vármegyében, a Szécsényi járásban.

## Fekvése és földrajza
Szécsénytől keletre, a Cserhát északi részén, Magyargéc, Sóshartyán és Lucfalva között fekvő település, de az utóbbival nincs közúti kapcsolata. A Novohrad-Nógrád UNESCO Globális Geopark települése.

### Megközelítése
Budapest irányából többfelől is megközelíthető, a két legegyszerűbb megközelítési irány Balassagyarmat és Szécsény, illetve Salgótarján irányából kínálkozik. Az előbbi útirányhoz a 2-es főúton (illetve Vác északi részéig az M2-es autóúton, majd Rétságtól a 22-es főúton kell elmenni Szécsényig, majd ott letérni délkelet felé a 21 134-es útra; Nógrádmegyer így Magyargéc után érhető el. A másik, salgótarjáni útirány kicsit hosszabb, de időtartamát tekintve rövidebb lehet: ez esetben Hatvanig kell menni az M3-as autópályán (vagy a 3-as főúton), majd Salgótarjánig a 21-es főúton, ott a 22-es főútra kell rákanyarodni, arról pedig Kishartyánnál letérni, ugyancsak a 21 134-es útra.
A községbe Salgótarjánból és Szécsényből rendszeres autóbuszjárattal lehet eljutni, illetve munkanapokon hajnalban egy budapesti járat is indul. Vasúti összeköttetése nincs.

### Növény- és állatvilága
A falut fenyő-, akác- és tölgyerdő veszik körül. Természetvédelmi területhez nem tartozik, de a vidéken erdeifenyő- és luctársulások, a domboldalakon elszórt foltokban borókaligetek kökénnyel és szederrel tarkított csoportosulásai találhatók. Erdeiben és rétjein sokféle védett növény található. Ilyenek a réti boglárka, a bíboros kosbor és az országosan védett árvalányhaj. A környékbeli erdők igen nagyszámú vadpopulációnak adnak otthont. Jellemzőbb fajaik a gím- és dámszarvas, a vaddisznó, őz, róka és a mezei nyúl. A fenyőerdők jellegzetesebb állatai a mogyorós pele, a mókus és az erdei fülesbagoly. Szárnyasokból még említésre méltó egyedszámban előfordul fácán, egerészölyv, vörös vércse. A fehér gólya is jelen van a községben, illetve annak határában. A falu olyan, mintha egy katlanban lenne: erdőkkel, dombokkal van körülvéve. Emiatt is eléggé védett a különböző szélirányoktól, pusztító éghajlati viszonyoktól. A település fő csapadékelvezetője a Megyer-patak.

### Éghajlata
| Hónap                         | Jan.  | Feb. | Már. | Ápr. | Máj. | Jún. | Júl. | Aug. | Szep. | Okt. | Nov. | Dec. | Év   |
| ----------------------------- | ----- | ---- | ---- | ---- | ---- | ---- | ---- | ---- | ----- | ---- | ---- | ---- | ---- |
| Átlagos max. hőmérséklet (°C) |       | 0,0  | 9,3  | 15,0 | 20,9 | 23,0 | 25,3 | 23,9 | 20,3  | 14,6 | 5,8  | 0,3  | 13,3 |
| Átlaghőmérséklet (°C)         | −2,0  | 0,3  | 3,6  | 13,7 | 14,5 | 18,6 | 18,5 | 19,1 | 16,6  | 11,3 | 5,1  | 0,6  | 10,0 |
| Átlagos min. hőmérséklet (°C) | −10,0 | −1,7 | 1,6  | 6,0  | 10,5 | 13,6 | 15,0 | 14,8 | 11,7  | 7,0  | 2,2  | −1,7 | 5,8  |
| Átl. csapadékmennyiség (mm)   | 20    | 32   | 38   | 55   | 63   | 87   | 61   | 63   | 45    | 37   | 56   | 40   | 597  |
| Havi napsütéses órák száma    | 55    | 91   | 146  | 187  | 190  | 190  | 196  | 188  | 145   | 96   | 82   | 59   | 1625 |

## Története
A településről már 1292-ben említést tesznek, ekkor a Rátót nemzetség pusztabirtoka volt. Nevének utótagja arra utal, hogy egykor a Megyer törzsbeliek települése volt. A 14. század. elején Marczali László bán fia, Dezső a település birtokosa, aki 1329-ben Szécsényi Tamás vajdának adta el. Később Lászlófi Lóránd, majd Pásztohi Ferenc és Zsigmond a tulajdonosok. A  16. század közepén török terület volt. 1598-ban Szentmariay György volt a földesura. A 17. századtól egymást váltották a birtokosai.
A 20. század elején Nógrád vármegye Szécsényi járásához tartozott.
1910-ben 1406 lakosából 1404 magyar volt. Ebből 1350 római katolikus, 38 evangélikus, 15 izraelita volt.
A második világháború után a szocializmusban 1973-tól Magyargéc és Nógrádmegyer községek közös tanácsban működtek, Nógrádmegyer székhellyel. 1990-től külön önkormányzat alakult, de még a körjegyzőség 1992 végéig megmaradt. Ettől kezdve önálló községi önkormányzattal rendelkezik, 2002-től ismét van cigány kisebbségi önkormányzata.

### A település címere
A település címere csücskös íves pajzsú, amely arányosan elosztott. A bal oldalon találhatók fák illetve egy napkorong, amely a település elhelyezkedésére utal. A jobb oldalon a falu templomának sematikus ábrázolása látható, felül pedig egy szalagon a Nógrádmegyer felirat olvasható. A címer alapszínei a kék és a piros.

## Közélete

### Polgármesterei
- 1990–1994: Verbói Gábor (független)[5]
- 1994–1998: Verbói Gábor (független)[6]
- 1998–2002: Verbói Gábor (független)[7]
- 2002–2006: Verbói Gábor (független)[8]
- 2006–2010: Verbói Gábor (független)[9]
- 2010–2014: Verbói Gábor József (független)[10]
- 2014–2019: Verbói Gábor József (független)[11]
- 2019–2024: Verbói Gábor József (független)[12]
- 2024– : Rácz Roland (független)[1]

A településen a 2006-os polgármester-választás érdekessége volt, hogy a tisztségért elindult a zenészként már akkor is széles körben ismert, később médiaszemélyiségként országos ismertséget szerző Gáspár Győző, Verbói Gábor egyetlen akkori kihívójaként. Döntése azonban nem veszélyeztette nagyon a község veterán polgármesterének pozícióját, hiszen a 36 szavazat, amit megszerzett, mindössze 5,77 %-os eredményhez volt elegendő.

## Népessége
A település népességének változása:
| Lakosok száma | 1716 | 1705 | 1676 | 1605 | 1571 | 1555 | 1522 |
|               | 2013 | 2014 | 2015 | 2021 | 2022 | 2023 | 2024 |

2001-ben a település lakosságának 88%-a magyar, 12%-a cigány nemzetiségűnek vallotta magát.
A 2011-es népszámlálás során a lakosok 88,9%-a magyarnak, 36,3% cigánynak, 0,2% szlováknak mondta magát (11,1% nem nyilatkozott; a kettős identitások miatt a végösszeg nagyobb lehet 100%-nál). A vallási megoszlás a következő volt: római katolikus 63,6%, református 0,3%, evangélikus 0,3%, felekezeten kívüli 12,2% (20,3% nem nyilatkozott).
2022-ben a lakosság 94,1%-a vallotta magát magyarnak, 21,3% cigánynak, 0,4% németnek, 0,1-0,1% bolgárnak, ruszinnak, szlováknak, szlovénnek és szerbnek, 0,9% egyéb, nem hazai nemzetiségűnek (5,9% nem nyilatkozott; a kettős identitások miatt a végösszeg nagyobb lehet 100%-nál). Vallásuk szerint 60,7% volt római katolikus, 0,3% református, 0,3% evangélikus, 3,5% egyéb keresztény, 0,7% egyéb katolikus, 6,7% felekezeten kívüli (27,7% nem válaszolt).

## Nevezetességei

### Látnivalói
- A település egyik ékessége a késő barokk stílusban épült római katolikus templom, amelyet a régebbi templomból 1785-1794-ben alakítottak ki. A régi templomról 1688-ból és 1771-ből vannak adatok. Az 1775 áprilisában dúló tűzvészben megsemmisült, csak a falai maradtak, majd újraépítése után, 1776-ban ismét leégett. Átépítése során csak a szentély régi falait hagyták meg, a hajót elbontották és helyette szélesebb, hosszabb épületrészt emeltek. A mai torony 1890-ben épült.

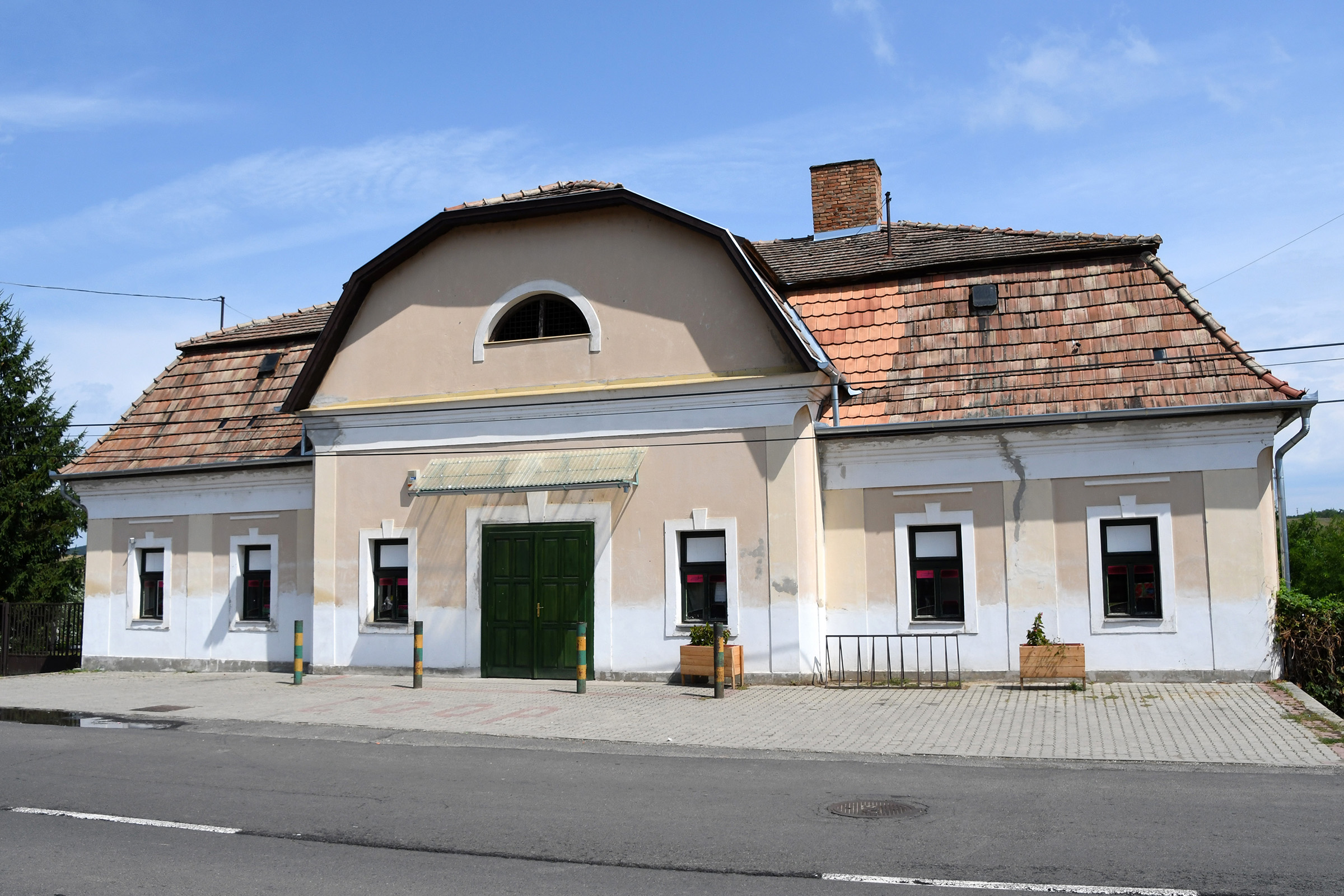
Szerémy–Pauncz-kúria

- A volt Szerémy–Pauncz-kúriát a Szerémy család építtette barokk stílusban a 17. század második felében. 1950-ben és 1954 után részben átépítették, jelenleg élelmiszerüzlet működik benne. A volt Topolcsányi-kúria 1750 körül épült, majd a Thonka család tulajdonába került, akik 1952-ig lakták. Ezt követően 1959-ig óvoda működött benne, ma a termelőszövetkezet központi irodája. A Luchovitz-kúria a 18. században épült, barokk stílusban. 1952-ben átalakították, teljesen elvesztette műemléki értékeit. Ma községháza.

### Kulturális élete
A község hagyományait ápolja a helyi Asszonykórus, amely megalakulása óta számos helyi és az ország több településén is szerepelt. Elsősorban a helyben gyűjtött népdalokból állítják össze műsorukat.

### Híres nógrádmegyeriek
- Radics István festő- és grafikusművész
- id. Mártonka István költő
- Mártonka Gyula festőművész
- Rácz Béla fafaragó, szobrász
- Gáspár Győző (művésznevén Győzike) média-személyiség

## Külső hivatkozások
- Nógrádmegyer honlapja
- Nógrádmegyer az Ipoly-menti Palócok Honlapján
- A Novohrad-Nógrád UNESCO Globális Geopark települései